# Западна Двина (град)
Западна Двина (на руски: Западная Двина) е град в Русия, административен център на Западнодвински район, Тверска област. Населението на града към 1 януари 2018 година е 8089 души.